# Phalaenopsis mysorensis
Phalaenopsis mysorensis — епіфітна трав'яниста рослина родини орхідних, або зозулинцевих (Orchidaceae).
Вид не має усталеної української назви, в україномовних джерелах використовується наукова назва Phalaenopsis mysorensis.

## Синоніми
- Kingidium mysorensis (C. J. Saldanha) C. S. Kumar
- Kingidium nievium C. S. Kumar

## Історія опису
Описаний в 1974 році індійським ботаніком Салданья за двома знайденими і загербаризованими екземплярами. Названий за аналогією з назвою індійського округу Майсур у штаті Карнатака, де були знайдені перші рослини. Наявність синонімів є наслідком суперечок систематиків щодо родової приналежності виду.

## Біологічний опис
Мініатюрний моноподіальний епіфіт. Коріння довге, розгалужується, добре розвинене. Стебло укорочене, приховане основами 2-3 листків. Листя довгасто-овальні, завдовжки до 10-14 см, шириною — до 3-4 см. Квітконіс прямостоячий, циліндричний, короткий, 7-10 см завдовжки, несе 2-8 квіток. Квіти білі, приблизно 1,5 см в діаметрі. Цвіте взимку.

## Ареал, екологічні особливості
Індія (штат Майсур), за іншими джерелами так само зустрічається в штаті Карнатака і на Шрі-Ланка (Монарагала). Гірський ліс на висоті 900 метрів над рівнем моря. Взимку — сухий сезон. Вкрай рідкісний. Відноситься до числа видів, що охороняються (другий додаток CITES).

## У культурі
У культурі відсутня. Виходячи з кліматичних характеристик місць зростання, належить до теплої  температурної групи.